# Michael (låt)
Michael släpptes som singel av den brittiska indierockgruppen Franz Ferdinand den 16 augusti 2004.

## Låtlista
1. Michael
2. Love And Destory
3. Missing You